# Цветущее дерево (теория графов)
Цветущие деревья — это деревья с дополнительными ориентированными половинками рёбер. Каждое цветущее дерево ассоциировано с вложением планарного графа. Цветущие деревья могут быть использованы для семплирования случайных планарных графов.

## Описание

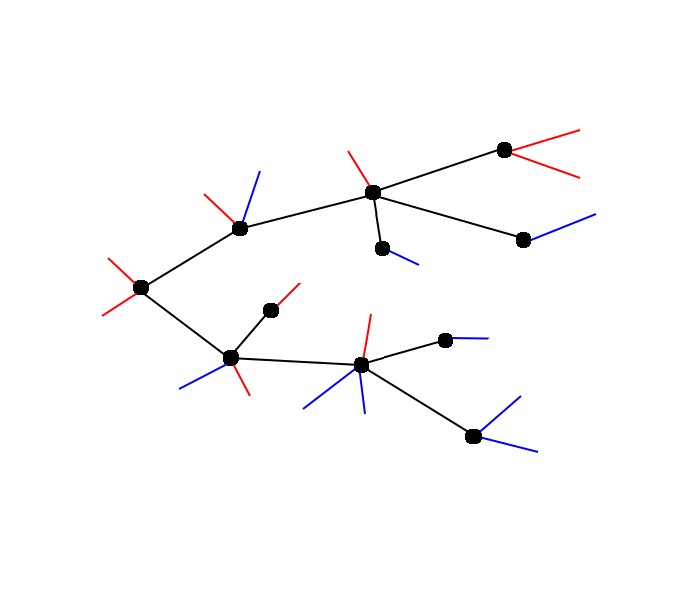
Цветущее дерево (открытые черешки показаны красным, замкнутые черешки показаны синим)

Цветущее дерево строится из корневого дерева, вложенного в плоскость, путём добавления открытых и замкнутых черешков (половинок рёбер) к вершинам. Число открытых и закрытых черешков должно совпадать. Некоторые авторы требуют, чтобы цветущие деревья были корневыми, и накладывают условия на вид черешков, которые могут приписаны дереву. Для открытых и закрытых черешков иногда используются термины листья и цветы.

## Связь с планарными графами

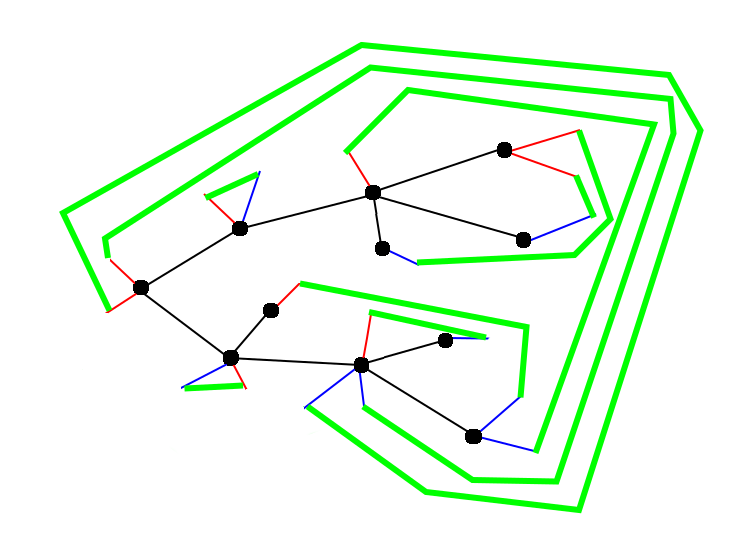
Планарный граф, полученный из цветущего дерева выше. Зелёные линии соединяют открытые и замкнутые черешки.

Вложенный планарный граф может быть построен из цветущего дерева путём соединения каждого открытого черешка с замкнутым черешком. Для этого посещают полурёбра вокруг графа по часовой стрелке, начиная с открытого черешка. Если дерево корневое, обычно начинают с корня. Алгоритм аналогичен алгоритму сопоставления скобок и использует стек. На каждой стадии алгоритма если тип текущего полуребра {\displaystyle s} совпадает с типом на вершине стека, {\displaystyle s} помещается в стек. Если цвета отличаются, полуребро из стека выталкивается и два полуребра соединяются. Если мы введём ориентацию рёбер из открытого в замкнутый черешок, мы не получим рёбер против часовой стрелки. Этот процесс занимает линейное время.
Аналогичным образом вложение корневого планарного графа может закодировано как цветущее дерево. Если корень находится в углу, это можно сделать за линейное время. Рёбра корневого планарного графа могут быть ориентированы, так что имеется путь из корня в любую вершину, но нет циклов, идущих против часовой стрелки. В этом случае можно использовать алгоритм поиска в глубину для превращения его  в цветущее дерево. Начав с корневой вершины, просматривают каждое ребро, инцидентное вершине. Если ребро указывает от текущей вершины, рассекаем его, помечая исходящую половинку как замкнутый черешок, а входящую половинку — как открытый черешок. Если дуга направлена в текущую вершину, помечаем её и противоположную вершину дуги принимаем за текущую вершину. Продолжаем, пока все рёбра не будут просмотрены. Если карта имеет корень в углу, построение цветущего дерева занимает квадратичное время .

## Использование в теории узлов
Цветущие деревья используются также для случайной генерации диаграмм больших узлов. Узлы можно представить как 4-регулярные планарные графы, в которых каждая вершина помечена как пересечение сверху или пересечение снизу. Цветущие деревья могут быть использованы для генерации случайных 4-регулярных планарных графов. Однако это не всегда даёт диаграмму узла, поскольку может содержать более одной компоненты. Это можно проверить за кубическое время.